# Toneelregisseur
Een toneelregisseur of toneelregisseuse  is degene die een toneelvoorstelling vormgeeft en voor een groot deel ook organiseert. Hij begeleidt de acteurs, decorbouwers, kostuum- en lichtontwerpers, bepaalt de inhoudelijke lijn en de uiteindelijke voorstelling. Kort gezegd, de artistieke leiding van een voorstelling berust bij de regisseur. 
Tegenwoordig maakt de regisseur de voorstelling in samenspraak met een zakelijk leider (in film is dat de filmproducent, die daar echter een veel grotere rol speelt). Bij de grote gezelschappen werkt hij samen met een dramaturg, die de inhoudelijke lijn bewaakt. 
De functie van regisseur zoals wij die kennen, is echter vrij jong en dateert van het eind van de negentiende eeuw. 
Daarvoor voerden de acteurs hun eigen regie, òf de toneelschrijvers (die vaak speelden in hun eigen stukken) deden dat. In de 16de tot 18de eeuw was er van aparte regisseurs geen sprake. Zo was Molière een typische schrijver-acteur-regisseur; hij schreef de stukken die hij produceerde en waarin hij zelf speelde, en vormde zijn eigen gezelschap. Dat had te maken met de status van het toneel in zijn tijd; hij reisde, vermaakte, en ging.
Het moderne toneel, en daarmee de moderne toneelregisseur, is hoofdzakelijk te danken aan Konstantin Stanislavski. Deze Russische innovator veranderde het toneel en het acteren volkomen, en daarmee ook de rol die de regisseur sindsdien speelt in de toneelwereld.